# Gabriel Mòger
Gabriel Mòger (Ciutat de Mallorca, ca. 1380 – Ciutat de Mallorca, 1438) fou un pintor d'estil gòtic internacional i poeta mallorquí. El seu pare, del mateix nom, que es dedicava a l'art de la fusta fou iniciador d'una saga d'artistes que foren actius a l'illa fins al segle xvi. Gabriel Mòger I es dedicà a l'art de la fusta i és el primer membre de la família dedicat a la producció artística, el seu Gabriel Mòger II (ca. 1380 – 1438) es dedicà a la pintura i és conegut com al Mestre de Campos. Més endavant, s'ha documentat l'existència d'un pintor anomenat Rafael Mòger (nascut el 1424) que podria ser fill de Gabriel Mòger II i, finalment, tingué un fill que continuà la nissaga d'artistes: Gabriel Mòger III.
Gabriel Mòger s'hauria format a l'obrador del seu pare. S'ha documentat la seva tasca com a pintor de retaules a l'illa entre el 1426 i el 1438. És autor de La Mare de Déu de l'Alletament (1438) de Campos, altres obres de Pollença com les restes del Retaule dels Sants Àngels del Museu Municipal de Pollença, altres obres de Pollença i Palma li són atribuïdes per afinitats estilístiques.
Com a poeta és autor d'un agra debat poètic, o tençó, amb el barceloní Gabriel Ferrús, el qual havia malparlat de les dones mallorquines. Sembla que Mòger hauria estat l'incitador de la picabaralla poètica a partir d'una crítica de Ferrús a la manera de vestir de les dones mallorquines.